# 34599 Burzinbalsara
34599 Burzinbalsara este o planetă minoră (asteroid) din centura de asteroizi. A fost descoperită pe 1 octombrie 2000 la Experimental Test Site⁠(d) de Lincoln Near-Earth Asteroid Research. 
Obiectul prezintă o orbită caracterizată de o semiaxă mare de 2,7779899 UAi, o excentricitate de 0,08, o înclinație de 7,33651 ° în raport cu ecliptica.